# Blennie fluviatile
Salaria fluviatilis
Espèce
Statut de conservation UICN

 LC  : Préoccupation mineure
La Blennie fluviatile (Salaria fluviatilis)  est une espèce de poissons de la famille des Blenniidae qui vit dans les eaux douces des bassins versants tributaires de la mer Méditerranée, entre le Guadiana (en Espagne et au Portugal) pour sa limite occidentale et le Jourdain pour sa limite orientale. On la trouve aussi sur les îles méditerranéennes comme en Corse. Cette blennie est principalement dulçaquicole contrairement aux autres espèces de sa famille qui sont marines (il y a une vingtaine d'espèces marines de blennies dans la mer Méditerranée). 
En France, sa limite nord historique est le lac du Bourget, mais elle a été introduite dans le lac d'Annecy, et on la trouve depuis 2010 dans le lac Léman, où elle est désormais abondante dans les rochers à de très faibles profondeurs. Elle a aussi colonisé la Saône bourguignonne où elle a été repérée lors de pêches organisées par l'OFB (Office Français de la Biodiversité). L'OFB, se fondant sur des témoignages de pêcheurs, estime qu'elle est arrivée en Saône en 2018-2019. Elle s'est répandue dans la Garonne à partir du XIXe siècle après avoir colonisé le canal du Midi.

## Description
Salaria fluviatilis peut mesurer jusqu'à 154 mm de longueur totale mais sa taille habituelle est d'environ 80 mm.
Ce poisson présente un corps allongé de couleur brun-vert, avec des flancs jaune-vert tachetés de points noirs. Sa nageoire dorsale est très longue. Sa peau sans écailles est visqueuse. Ses mâchoires sont pourvues de dents puissantes.
- Habitat : dans les eaux des lacs, canaux et ruisseaux lents à cailloux, galets et rochers.
- Mode de vie : jeune, cette blennie vit en groupe, adulte, elle est territoriale.
- Reproduction : d'avril à décembre.

## Écologie
C'est l'une des espèces qui peut contribuer à transporter (dans ses branchies) des larves de moules d'eau douce (Margaritifera auricularia).

## Systématique
Le nom valide complet (avec auteur) de ce taxon est Salaria fluviatilis (Asso, 1801).
L'espèce a été initialement classée dans le genre Blennius sous le protonyme Blennius fluviatilis Asso y del Rio, 1801,.
Salaria fluviatilis a pour synonymes :
- Blennius alpestris Blanchard, 1866
- Blennius anticolus Bonaparte, 1840
- Blennius cagnota Valenciennes, 1836
- Blennius fluviatilis Asso y del Rio, 1801
- Blennius fluviatilis Rafinesque, 1810
- Blennius frater Bloch & Schneider, 1801
- Blennius inaequalis Valenciennes, 1836
- Blennius lupulus Bonaparte, 1840
- Blennius petteri Heckel & Kner, 1858
- Blennius sujefianus Lacepède, 1800
- Blennius vulgaris Pollini, 1816
- Ichthyocoris fluviatilis (Asso, 1801)
- Ichthyocoris pollinii Bonaparte, 1846
- Ichthyocoris varus Gervais, 1859
- Lipophrys fluviatilis (Asso, 1801)
- Salarias fluviatilis (Asso, 1801)
- Salarias varus Risso, 1827

### Publication originale
- (es + la) Ignacio de Asso, « Introduccion á la ichthyologia oriental de España », Anales de Ciencias Naturales, Espagne, vol. 4, no 10,‎ 1801, p. 28-52 (ISSN 1132-7480, lire en ligne, consulté le 25 janvier 2025).